# Эпизод с фантазией о принцессе Лее
«Эпизод с фантазией о принцессе Лее» (англ. The One with the Princess Leia Fantasy) — первый эпизод третьего сезона, а также 49-я серия американского комедийного телесериала «Друзья», который впервые транслировался на NBC 16 сентября 1996 года.
Моника страдает после расставания с Ричардом. Росс делится с Рэйчел своими сексуальными фантазиями, а Рэйчел делиться этим с Фиби. Джоуи старается принять Дженис ради его дружбы с Чендлером.
Премьера сезона привлекла около 27 миллионов телезрителей; это довольно слабые показатели по сравнению с остальными открытиями сезонов «Друзей». Данная серия занимает 25-е место среди всех 236-ти эпизодов телесериала.
Создатель «Звёздных войн» Джордж Лукас тепло отозвался об использовании образа принцессы Леи.

## Сюжет
Серия начинается с отстранённой сцены в кофейне: шестеро друзей оживленно обсуждают что-то, заходя в кафе. Однако они обнаруживают, что их обычные места за диваном заняты, в таком случае им ничего не остаётся как удрученно уйти.
Моника страдает после разрыва с Ричардом и не спит уже три дня. Тем временем,Чендлер счастлив с Дженис, однако Джоуи ни как не может к ней привыкнуть и думает, что Чендлер скоро снова её бросит. Но Чендлер говорит, что на этот раз он не расстанется с ней. Друзья советуют Джоуи принять Дженис, так как это важно для Чендлера.
Вечером Рэйчел выспрашивает у Росса о его сексуальных фантазиях и Росс рассказывает, что ему очень нравилась принцесса Лея в золотом бикини. В кофейне Рэйчел просит совета у Фиби и та подтверждает, что все их мужчины-сверстники обожают эту сцену. Моника бродит по городу по местам, которые они посещали с Ричардом, Росс приводит её от ресторана «Сычуанский дракон» и отправляет домой. Фиби случайно проговаривается о принцессе Лее и Росс понимает, что Рэйчел все ей рассказала.
Фиби пытается провести сеанс релаксации для очищения мыслей Моники и чтобы она уснула, но ничего не выходит. На следующий день Монике доставляют фильмы о гражданской войне, которые она еще давно заказывала для Ричарда, она снова впадает в депрессию, не забыв, при этом, пошутить о «Звездных войнах». Росс просит совета у Чендлера на счёт ситуации с принцессой Леей. Чендлер его поддерживает и тоже удивляется, что девушки делятся абсолютно всем. Парни решают тоже поделиться некоторыми секретами и Чендлер рассказывает, что во время секса внезапно перед ним встает образ матери. Данная информация шокирует Росса.
Чендлер приглашает Джоуи на игру, но тот отказывается, так как узнает, что Дженис тоже идёт. Между парнями развязывается ссора на счёт отношения Джоуи к Дженис. Позже Дженис приходит к Джоуи и объявляет о начале «дня примирения Джоуи и Дженис» ради Чендлера. Они идут на игру и возвращаются очень довольными. Однако, Чендлер понимает, что Джоуи притворяется, но ценит его попытку.
Моника одна смотрит фильмы о гражданской войне и курит сигары, оставленные Ричардом. Приходит её отец, чтобы поддержать её. Он рассказывает, что Ричард тоже страдает. Это заставляет Монику наконец-то расслабиться и она тут же засыпает.
Рэйчел всё же наряжается в золотое бикини принцессы Леи и приходит к Россу, сначала он в восторге, но потом перед ним встает образ его матери в золотом бикини. Росс кричит: «Я ненавижу Чендлера! Этот подонок разрушил мою жизнь!».

## В Ролях

### Основной состав
- Дженифер Энистон — Рэйчел Грин
- Кортни Кокс — Моника Геллер
- Лиза Кудроу — Фиби Буффе
- Мэт Леблан — Джоуи Триббиани
- Мэтью Перри — Чендлер Бинг
- Девид Швимер — Росс Геллер

### Эпизодические роли
- Эллиотт Гулд — Джек Геллер
- Кристина Пиклз — Джуди Геллер
- Мэгги Уилер — Дженис Горальник

## Производство

### Особенности сценария
Когда Чендлер говорит с Россом о сексуальных фантазиях он упоминает, что представляет модель Эль Макферсон или девушку из копировального центра (Хлои). Обе девушки, позже на некоторое время появятся в сериале: Хлои через 14 эпизодов, а Эль в шестом сезоне в качестве новой соседки Джоуи — Джанин Лекруа.

### Культурные отсылки
- Название эпизода и одна из сюжетных линий построена вокруг персонажа фантастического фильма «Звёздные войны. Эпизод VI: Возвращение джедая» (1983) — принцессы Леи Органы, которая попала в плен к Джаббе. Бикини показано довольно точно, а вот причёска Рэйчел (а также Джуди Геллер) — так называемые «булочки с корицей», взята из предыдущего фильма (1977)[8].
- Джоуи смотрит шоу «Колесо Фортуны» 1983 года[8].

## Приём
В оригинальном вещании США данный эпизод просмотрело 26,8 млн телезрителей.
В рейтинге всех 236-ти серий, составленном Digital Spy, данный эпизод занимает 25-е место.

### Оценка
Entertainment Weekly оценил эпизод в B+, положительно отреагировав на сцены, в которых Джоуи играет в «Колесо фортуны», а Росс учится у женщин делиться с мужчинами-друзьями, называя последнее «комедийно богатой концепцией». Сюжет Моника был не так хорошо принят: они назвали его «перетянутым».
Авторы книги «Friends Like Us: неофициальное руководство для друзей» описывают эпизод как «довольно сдержанное открытие сезона… по сравнению с пилотом второго сезона; это можно считать отправной точкой к сливу сезона до мыльной оперы».
Тем не менее, продюсеры шоу получили письмо от Джорджа Лукаса, создателя саги про «Звездные войны», который поздравил их с «великолепной» фантазией о принцессе Лее.